# Ario Didimo
Ario Didimo (in greco Ἄρειος?; latino: Arius Didymus) (I secolo a.C. – I secolo) è stato un filosofo romano, insegnante di filosofia di Augusto.

## Biografia
Ario era un cittadino di Alessandria d'Egitto. Augusto lo stimava talmente che, dopo la conquista di Alessandria, dichiarò di aver risparmiato la città solo per il bene di Ario. Secondo Plutarco, Ario suggerì ad Augusto di giustiziare Cesarione, il figlio di Cleopatra e Giulio Cesare, con le parole οὐκ αγαθὸν πολυκαισαρίη (ouk agathòn polukaisarìe, "non è bello avere troppi Cesari"), un gioco di parole basato su un verso di Omero.
Ario, come i suoi due figli Dionisio e Nicanore, avrebbe insegnato filosofia ad Augusto. Viene spesso citato da Temistio, il quale afferma che Augusto lo considerava meritevole quanto Agrippa. In Quintiliano si scopre che Ario scrisse o insegnò anche retorica. Si tratta probabilmente dello stesso Ario la cui Vita era nella parte finale mancante del libro VII delle Vite di Diogene Laerzio.

## Filosofia
Ario Didimo viene solitamente identificato con l'Ario le cui opere vengono citate a lungo da Stobeo, e che sintetizzano lo stoicismo, la scuola peripatetica ed il platonismo. Il fatto che il nome completo sia Ario Didimo lo sappiamo grazie ad Eusebio, il quale cita due lunghi passaggi della sua visione stoica di Dio; la conflagrazione dell'universo; e l'anima.